# شهرداری شواخوی
شهرداری شواخوی (گرجی: შუახევის მუნიციპალიტეტი) یکی از شهرداری‌ها گرجستان  در جمهوری خودگردان آجارستان است. مرکز اداری آن شواخوی است.
جمعیت: ۲۰۱۲۰ نفر
مساحت: ۵۸۸ کیلومتر مربع